# Samsung Health
Samsung Health （旧S Health）はSamsung Galaxyに初期搭載された 歩数計、心拍測定や ウォーキング時間の自動測定、栄養管理や体重を記録することができる健康管理を一元化したアプリである。フィットネスアクティビティ（ランニング、サイクリング、水泳など）を記録や管理することができる。
iOSデバイス（iPhoneやiPod touch）の「ヘルスケア」、あるいはGoogle Fit に相当する。
本アプリはGalaxyに初期搭載されているが、他のメーカーのデバイスでもGoogle playからインストール可能。